# Torre Previsora
La Torre La Previsora es un rascacielos de oficinas ubicado en el sector Plaza Venezuela, Parroquia El Recreo del Municipio Libertador en Caracas, Venezuela y es la sede de la empresa Seguros La Previsora. La torre mide 117 metros de altura y posee 24 pisos para el uso empresarial. Fue inaugurada en 1973 y es una de las figuras arquitectónicas más emblemáticas de Caracas caracterizado por la presencia de un reloj luminoso Patek Phillipe, que es visible desde varios puntos de la ciudad capital. 

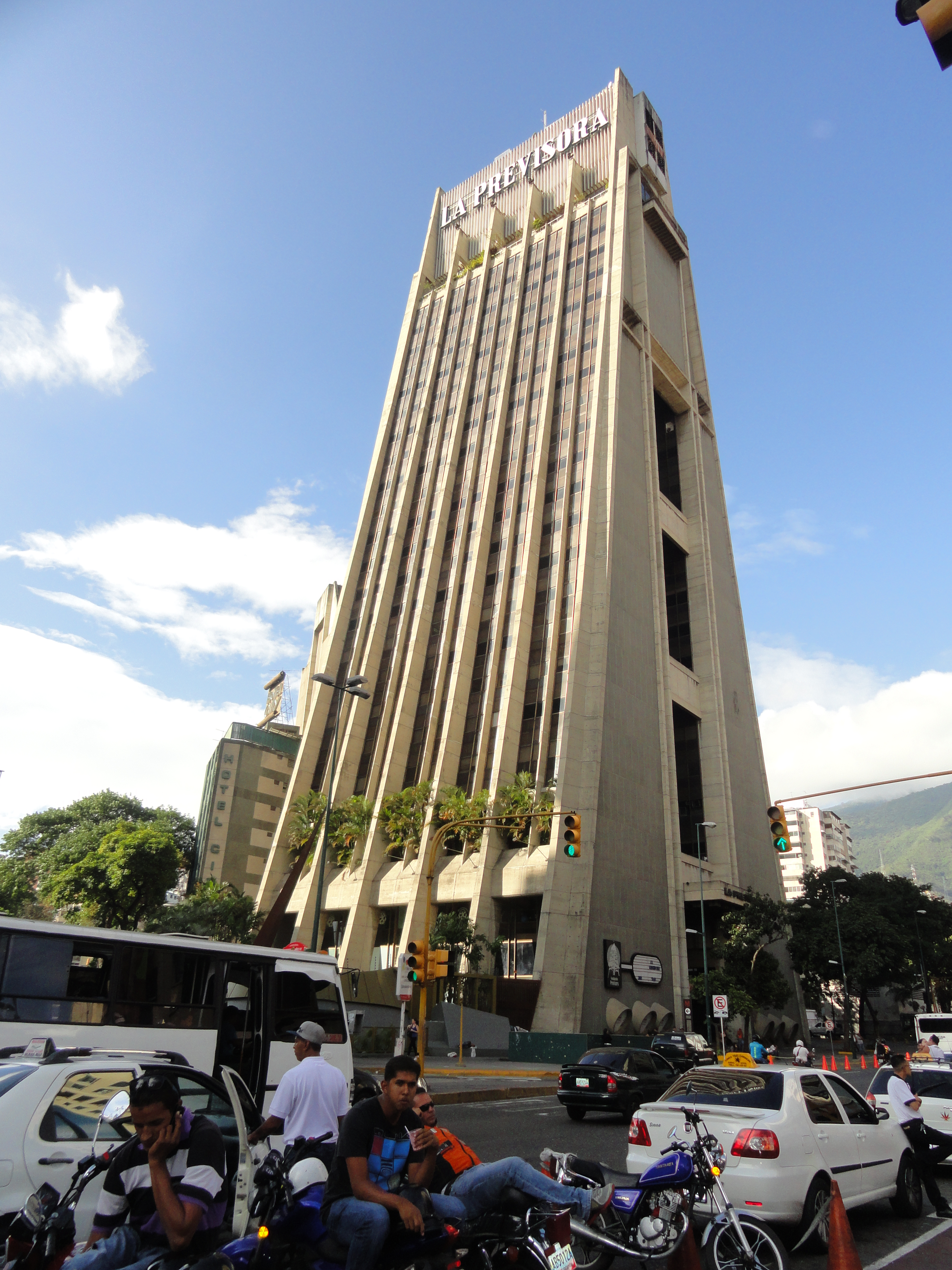
Vista Desde La Banqueta

Se caracteriza por su forma casi piramidal y sus fachadas. Es de los edificios más representativos de la Ciudad de Caracas.